# De Toppers
I De Toppers sono un gruppo musicale olandese attivo dal 2005.
Il gruppo ha partecipato all'Eurovision Song Contest 2009 come rappresentante dei Paesi Bassi presentando il brano Shine.

## Formazione
Attuale
- René Froger (2005-presente)
- Jeroen van der Boom (2008-presente)
- Gerard Joling (2005-2008, 2010-presente)
- Jan Smit (2017-presente)

Ex membri
- Gordon Heuckeroth (2005-2011)